# Serra da Mantiqueira

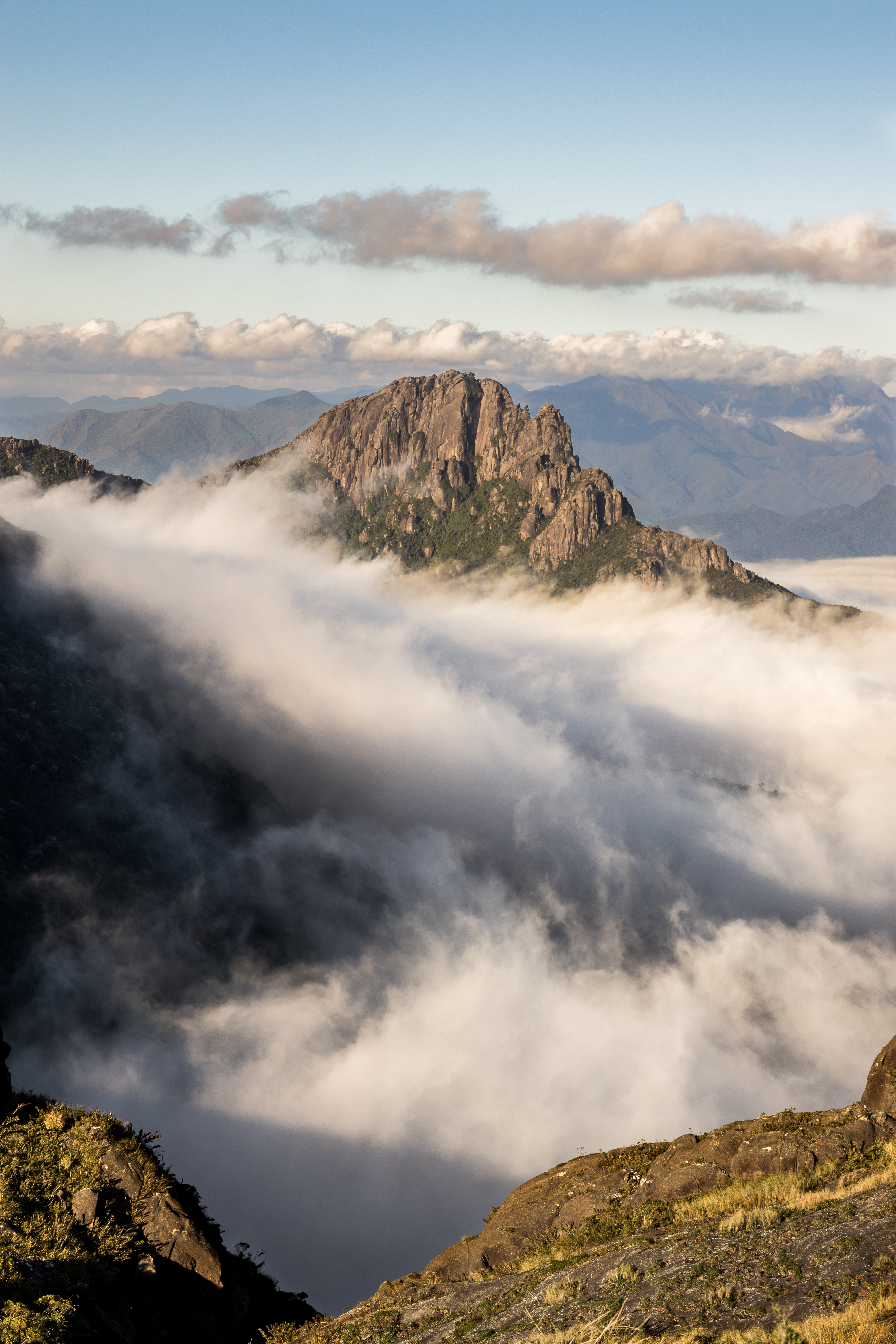
Serra da Mantiqueira - Acauã Cabral

Die Serra da Mantiqueira ist ein Gebirgszug im Südosten von Brasilien.
Die Serra da Mantiqueira  erstreckt sich über die brasilianischen Bundesstaaten São Paulo, Minas Gerais und Rio de Janeiro. Es erstreckt sich auf der nordwestlichen Seite des Flusses Rio Paraíba do Sul, zieht sich nordostwärts für rund 320 km und erreicht eine Höhe von 2798 Meter am Pedra da Mina. Das Gebirge, das zur Serra do Espinhaço übergeht, war ursprünglich mit Wald bedeckt (mit Ausnahme des oberen Höhenbereiches). Diese Gebirgswälder sind intensiver Bewirtschaftung durch Viehzucht gewichen. 
Verschiedene Städte liegen in der Serra da Mantiqueira, wie unter anderem Itatiaia, Valinhos und Campos do Jordão, die höchstgelegene Stadt Brasiliens.
Der Gebirgszug wird auf dem Gemeindegebiet von Bom Jardim de Minas von dem Tunelão durchquert.
Der Nationalpark Itatiaia befindet sich in der Serra da Mantiqueira. Die Bahn Trem da Serra da Mantiqueira durchfährt die  Serra da Mantiqueira.